# Robert Nozick
Robert Edwin Nozick (New York, 16 novembre 1938 – Cambridge, 23 gennaio 2002) è stato un filosofo statunitense.
Appartenente alla tradizione di pensiero liberale e teorico dell'individualismo, è stato il più eminente critico di John Rawls.

## Biografia
Nato a Brooklyn in una famiglia di origine ebraica, il padre Cohen Nozick, proveniente da uno shtetl russo, era proprietario di una piccola impresa.
Dopo aver frequentato le scuole pubbliche di Brooklyn, Nozick si iscrisse all'Università della Columbia, dove conobbe Sidney Morgenbesser e dove conseguì il baccellierato summa cum laude nel 1959. Successivamente passo all'Università di Princeton e lì ottenne il dottorato nel 1963, sotto Carl Hempel; tra il 1963 e il 1964 fu all'Università di Oxford all'interno del programma Fulbright. Per un periodo si unì alla lega dei giovani socialisti, per poi fondare la sezione della lega studentesca per la democrazia industriale all'Università della Columbia.
Fu tra le figure guida della filosofia contemporanea anglo-americana, apportando un significativo contributo in più ambiti filosofici. 
Inizialmente fu vicino alla New Left e al socialismo, che poi abbandonò, per aderire alla tradizione di pensiero liberale.
Il suo Anarchia, Stato e utopia (1974) fu una risposta liberale a Una teoria della giustizia di Rawls, pubblicato nel 1971. Nozick, dopo la sua entrata ad Harvard come docente, sposò poi la poetessa statunitense di origine norvegese Gjertrud Schnackenberg.
Con Anarchia, Stato e utopia (premiato l'anno seguente con il National Book Award), Nozick sostenne, tra l'altro, che una distribuzione dei beni è giusta quando sia ottenuta tramite liberi scambi tra adulti consenzienti e scaturisca da una giusta posizione di partenza, anche se da tale processo dovessero emergere grandi disuguaglianze. Nozick si richiamava soprattutto all'idea, di origine lockiana, dell'entitlement ("titolo valido"), e cioè al fatto che gli esseri umani posseggono dei diritti inalienabili sulla propria persona e sui prodotti del proprio lavoro; in parte, anche, all'idea kantiana secondo cui le persone dovrebbero essere trattate come esseri razionali, non meramente come un mezzo (è il concetto dell'imperativo categorico in una delle sue più classiche formulazioni). Per esempio, la redistribuzione del reddito trattava le persone come se fossero pure fonti di denaro. Nozick qui polemizza con le tesi sostenute da John Rawls in Una teoria della giustizia, ovvero che le ineguaglianze sono giustificate solo nella misura in cui consentano una redistribuzione che benefici le persone svantaggiate ("least well-off").
Nozick stesso ritrattò, in seguito, alcune concezioni espresse in Anarchia, Stato e utopia con uno dei suoi ultimi libri, La vita pensata, definendo queste vedute "seriamente inadeguate", sostenendo i valori della cooperazione e quello della solidarietà, pur non ritenendoli un "obbligo morale". Ciononostante, non rinnegò mai la sua fede nello Stato minimo.
In un'intervista concessa nel 2001, tuttavia, chiarì la sua posizione: "Ne La vita pensata stavo veramente dicendo che non ero più un liberale viscerale come ero stato in precedenza. Ma le dicerie sulla mia deviazione (o apostasia!) dal liberalismo erano assai esagerate".
In Spiegazioni filosofiche (1981), Nozick fornisce inedite definizioni di conoscenza, di libero arbitrio e della natura del valore. La vita pensata (1989), rivolto ad un pubblico più vasto, esplora i concetti di amore, morte, fede, realtà, ed il senso della vita. La natura della razionalità (1993) presenta una teoria che tenta di "abbellire" la classica teoria della decisione, notoriamente "spartana". Puzzle socratici (1997) è una raccolta di saggi che spaziano da Ayn Rand e la "scuola economica austriaca" (F. von Hayek), ai diritti degli animali, mentre la sua ultima opera, Invarianze (2001) è uno sforzo introspettivo dalla fisica e biologia ai problemi dell'oggettività in aree quali la natura della necessità ed il divino e il valore morale.
Nel 1987 andò a Roma assieme alla moglie Gjertrud Schnackenberg, che aveva già ricevuto il Rome Prize Award, e venne ospite poi in Italia per circa due anni (fino al 1988), presso l'Accademia americana di Roma, con sede al Gianicolo.
Nozick fu ragguardevole per il suo stile curioso ed esplorativo, e per l'ecumenismo metodologico. Spesso compiaciuto di sollevare tormentose dispute filosofiche, rimettendone il giudizio al lettore. Nozick fu pure ragguardevole per la sua ingegnosa capacità di trarre del materiale dalla letteratura estranea alla filosofia (ad es., economia, fisica, biologia dell'evoluzione) per trasfondere freschezza e rilevanza al suo lavoro.
Morì nel 2002 dopo aver lungamente combattuto il cancro, un tumore allo stomaco di cui soffriva dal 1994. È sepolto a Cambridge, nel Massachusetts.

## Pensiero

### Nozick e il problema di Gettier
Il libro intitolato Spiegazioni filosofiche affronta molte questioni spinose, fra le quali il problema di che cosa definire conoscenza sulla scia del saggio di Edmund Gettier, che aveva offerto convincenti controesempi della classica definizione di Platone (1. p è vero; 2. S crede che p; 3. S è giustificato a credere che p).
Nozick offre una rassegna della letteratura in proposito (già abbondante nel 1981) e poi suggerisce la propria soluzione, chiamata Truth-Tracking (più o meno, in italiano: "seguire la traccia della verità").
Secondo Nozick, un soggetto S conosce p quando si verificano quattro condizioni:
1. p è vero
2. S crede a p
3. se p non fosse vero, S non crederebbe a p
4. se p fosse vero, S crederebbe a p

In altre parole, Nozick sostituisce la giustificazione platonica con la condizionalità congiuntiva.

### Anarchia, Stato e utopia
La prospettiva di Nozick fa proprie le critiche nei confronti dell'utilitarismo sino a pervenire a esiti normativi contrastanti con la concezione della giustizia come equità. La controversia con l'egualitarismo democratico tocca concezioni alternative di criteri di giustificazione o legittimazione delle istituzioni e dei processi politici, a partire dalla controversia sui confini stessi del dominio o dell'ambito del politico in una società data. La teoria liberale è centrata infatti sull'idea di Stato minimo e di massima estensione dell'arena delle scelte individuali. Lo Stato minimo è lo Stato più esteso che possa essere giustificato, qualsiasi stato più esteso viola i diritti delle persone; allo stesso modo "giustizia distributiva" non è un'espressione neutra, quel che ciascuna persona riceve lo deve agli altri che glielo danno in cambio di qualcosa, oppure in dono: in una società libera persone diverse controllano risorse differenti, e nuovi possessi sorgono dagli scambi e dalle azioni volontari delle persone.
L'opera di Nozick "Anarchia, stato e utopia" è articolata in tre parti: nella prima si presenta una serie di argomenti a favore dello stato minimo; la questione normativa è quella della giustificazione di un'agenzia protettiva dominante e monopolistica in una comunità data che può legittimamente imporre obblighi e costi agli individui per provvedere alla fornitura del bene pubblico della protezione dei diritti individuali; nella seconda parte viene formulata una teoria della giustizia coerente con la tesi sui diritti inviolabili e sono criticate le tesi sulla giustizia distributiva; la terza parte si propone di mostrare che la teoria liberale non è solo l'unica moralmente giustificata, ma tratteggia anche un disegno di vita collettiva attraente non estranea alla costruzione di utopie ragionevoli. Nella riflessione sull’etica Nozick introduce il noto esperimento mentale della "macchina dell'esperienza".

#### I diritti degli individui
Nozick parte da un postulato secondo cui “gli individui hanno diritti”: tali diritti sono tanto forti e di così vasta portata da sollevare il problema di che cosa lo stato e i suoi funzionari possano fare, se qualcosa possono. Si può parlare di diritti naturali nel senso di John Locke; ci si chiede quindi come è possibile giustificare una preferenza per lo stato politico, sapendo che lo stato politico è legittimo se, e solo se, la sua insorgenza non implica violazione dei "diritti lockiani" degli individui.
Nozick mostra quindi che uno stato può nascere senza che i "diritti lockiani" di alcuno siano violati ma che questo stato deve essere uno stato minimo e che qualsiasi stato più esteso non supera il test di giustificazione. Lo stato minimo deve essere un "guardiano notturno" ("night watchman"), deve solo proteggere e tutelare i diritti fondamentali: il diritto alla vita, alla proprietà, le libertà di scelta, di autodeterminazione sono incoercibili. Lo stato deve quindi avere il monopolio della forza e deve erogare alcuni servizi, ma è inaccettabile qualsiasi forma di redistribuzione poiché violerebbe il diritto di proprietà. È quindi moralmente condannabile qualsiasi proposta di assetto delle istituzioni politiche che affidi loro un'agenda mirante a scopi di giustizia distributiva che vadano al di là della provvista del bene pubblico della protezione dei diritti. I diritti degli individui sono essenzialmente diritti negativi, essi esprimono l'eguale libertà negativa, ne consegue che ciascuno di noi, in quanto individuo autonomo, è proprietario di sé (autoappartenenza).
Molto controversa - e in contrasto con quanto sostenuto da Locke e Kant - è la tesi nozickiana secondo la quale, se ci si attenesse strettamente al "principio di non-aggressione", quest'ultimo consentirebbe di ritenere validi i contratti di "schiavitù consensuale e non coercitiva" tra adulti. Infatti, Nozick rifiutava il concetto lockiano di "diritti inalienabili", caro alla tradizione contrattualistica e giusnaturalistica e anche a molti accademici liberali contemporanei. In "Anarchia, Stato e utopia", egli afferma che il concetto stesso di "sistema libero" consente ad adulti consenzienti di stipulare contratti di "schiavitù volontaria".

#### Caratteri della teoria liberale di Nozick
La teoria di Nozick presenta le seguenti caratteristiche:
- è centrata sul singolo valore intrinseco della libertà negativa.
- è monistica, l'unico parametro rilevante è quello che concerne la libertà negativa, che è valore intrinseco e non strumentale per il liberalismo.
- è deontologica: è esclusa qualsiasi informazione relativa a scopi o concezioni del bene quando ci chiediamo quali siano i criteri morali di giustificazione di istituzioni o scelte o provvedimenti.
- è anticonsequenzialistica: i diritti vanno intesi come vincoli collaterali alle azioni; vengono valutate propriamente classi di azioni accertando se esse siano coerenti con il principio della libertà negativa, indipendentemente dalle conseguenze (non interessa come la gente sta, ma come la gente opera).
- ricorre a una procedura di scelta unanime, chiunque ha potere di veto.
- fornisce una sua versione dell'eguaglianza morale, identificandola nello spazio focale della libertà negativa degli individui.

#### Contro la giustizia distributiva
La teoria liberale nozickiana non è una teoria della giustizia distributiva, a differenza dell'utilitarismo e del contrattualismo che forniscono principi differenti per giustificare distribuzioni di utilità o beni primari. Nozick sostiene che in entrambi i casi si tratta di "teorie modellate a stato finale", la teoria della giustizia deve invece essere una teoria "storica": i suoi principi devono specificare i requisiti della "storia giusta", ovvero delle origini che stanno alle spalle di una determinata distribuzione; se la catena che porta a una certa distribuzione è giusta, quella distribuzione è giusta, quale che sia, e se una distribuzione è giusta dipende da come si è originata. La teoria nozickiana non mira tanto a giustificare una data distribuzione, ma i possessi o le proprietà di cui gli individui possono legittimamente disporre.
Per rispondere alla domanda sulla giustizia nella proprietà, occorre verificare se il processo con cui si è giunti ad avere ciò che si ha è un processo giusto, dove "giustizia" equivale ad assenza di violazione dei diritti negativi di alcuno. La validità del titolo ("entitlement") che qualcuno ha su qualcosa dipende quindi dal fatto che non è stato violato il diritto negativo di alcuno nella sequenza temporale di transazioni che hanno fatto sì che qualcuno abbia un titolo su qualcosa.
Sono tre gli argomenti centrali per una teoria storica della giustizia del titolo valido: il primo riguarda il "principio di giustizia nell'acquisizione" ("justice in acquisition"); il secondo concerne la "giustizia nel trasferimento" ("justice in transfer"); il terzo è invocato nei casi di ingiustizia, in quelle circostanze in cui vi sia stata una violazione dei principi di giustizia nell'acquisizione o nel trasferimento. “Una distribuzione è giusta se ciascuno ha diritto di possedere le proprietà che possiede con quella distribuzione”.
La giustizia nella proprietà è storica in quanto dipende da quanto è legittimamente avvenuto. In casi di ingiustizia dobbiamo ricorrere al "principio di rettificazione" ("principle of rectification"). Se la proprietà di ciascuno è giusta, allora l'insieme totale, la distribuzione della proprietà, è giusta. 
Qualsiasi principio "modellato" di giustizia distributiva o qualsiasi principio a stato finale implica una violazione dei diritti individuali; l'unico approccio valido risulta quello del titolo valido sulla proprietà entro una teoria storica della giustizia. Un principio a stato finale o un principio di giustizia distributiva interferisce inevitabilmente nella vita della gente: ogni modello, per essere mantenuto, deve interferire con la vita degli individui al fine di impedire alla gente di trasferire risorse secondo i loro desideri.

#### La difesa del mercato
I liberali, a differenza dei socialisti come Noam Chomsky, per esempio, non si limitano a una difesa della libertà negativa e a una critica dell'estensione illegittima della scelta pubblica, riferendosi esclusivamente al mercato. Lo spazio delle scelte individuali è più ampio e inclusivo di quello che ospita le scelte di imprese o consumatori. L'argomento a favore del mercato è deontologico e anti-consequenzialistico: il mercato non è valutato sulla base delle sue conseguenze in termini di esiti di benessere o di efficienza (come, per esempio in Hayek); il mercato è giustificato perché è l'unica istituzione economica coerente con la tutela della eguale libertà negativa degli individui.
Se l'utilitarismo come dottrina morale comprensiva non include alcun principio indipendente o intrinseco di valore politico e mette a fuoco gli aspetti di benessere collettivo delle questioni di giustizia sociale, e se il pensiero di Rawls, per esempio, mira a selezionare una classe di bisogni di cittadinanza cui corrisponde l'eguale diritto di ciascuno a una quota equa di beni sociali primari, il liberalismo fa perno sul valore dei diritti negativi individuali e pone l'accento sull'importanza morale della più ampia restrizione possibile di quanto è affidato alla scelta collettiva, per i suoi effetti oppressivi e dispotici. Benessere, equità e libertà negativa sembrano essere i valori distintivi nelle tre concezioni. Le tre concezioni si basano, in diversi modi, su un'assunzione di eguaglianza morale, implicano poi che la virtù della giustizia sia variamente interpretabile grazie a ragioni imparziali o impersonali e neutrali rispetto alle particolari persone che siamo o all'identità collettiva che accade sia la nostra.

#### Lo Stato minimo e lo stato ultra-minimo
Nozick non considera quindi ingiuste le disparità di ricchezza, ma ritiene che i meccanismi di un mercato davvero libero da monopoli e oligopoli abbiano un'alta probabilità di soddisfare i bisogni di ogni individuo, benché ammetta la redistribuzione, in casi eccezionali.
Nozick approva pienamente la teoria minarchica dello stato minimo, lo stato "guardiano notturno" in cui l'organizzazione statale è deputata a poche attività e compiti:
- garantire il diritto di proprietà e i diritti umani individuali
- assicurare il funzionamento del mercato
- amministrare la giustizia
- difendere il territorio da aggressioni esterne

Queste funzioni andranno finanziate con una tassazione minima, in piccola parte obbligatoria e in gran parte volontaria.
Nozick teorizza anche uno "Stato ultra-minimo", cioè uno Stato che garantisca delle funzioni solo a chi vi aderisce, come un'assicurazione privata, vicino alle teorizzazioni anarco-capitaliste, che tuttavia egli nega, reputando impossibile una completa anarchia.
Sebbene nella seconda fase della sua riflessione ammetterà un minimo welfare state sulla scia di Hayek e Friedman (che sostenevano una sorta di reddito minimo garantito come garanzia dell'ordine sociale), in Anarchia, Stato e utopia Nozick sostiene che i servizi sociali gratuiti debbano essere di pertinenza di istituzioni filantropiche, religiose e laiche, che vanno incoraggiate, secondo i fondamenti del libero mercato.

#### Giustizia penale
Nozick, come Murray Rothbard, sostiene inoltre che la pena sia "retributiva", benché essa abbia anche funzione di prevenzione e deterrenza, e non accetta la definizione di emenda alla società (in quanto è l'individuo il centro della teoria) o rieducazione (in quanto implicante un giudizio morale). Avversa però fortemente il concetto di vendetta, che scaturisce da un uso sproporzionato della pena come risarcimento, se esclusivamente "morale" anziché "materiale" (denaro, beni, ecc.), dove invece Rothbard sostiene che una vendetta, proporzionata all'aggressione che ha violato il relativo assioma, possa essere lecita, se la parte lesa desidera esercitarla (senza alcun aiuto statale). Tale difetto potrebbe essere evitato ponendo un freno alla retribuzione, o un limite a tutela degli individui e delle relazioni, per evitare faide o eccessi di pena. La sanzione penale però permette anche al trasgressore di "ricollegarsi" ai valori corretti da cui l'offesa l'ha allontanato; questo non comporta rimorso, ma permette al trasgressore di capire quei valori anche se non li condivide.

### Invarianze
L'opera più ambiziosa di Nozick, la sua summa filosofica, è Invarianze. Pubblicato poco prima della sua morte, il libro attraversa varie discipline filosofiche, partendo dalla struttura del mondo oggettivo e dalla metafisica per tentare infine un approccio razionale all'etica. Una delle idee centrali del libro è la ricerca di invarianze nel mondo, ciò che in fisica potrebbe essere una legge di conservazione. Uno degli esempi che egli porta è la teoria della relatività ristretta, che si sarebbe potuta più correttamente chiamare secondo lui teoria dell'invarianza della velocità della luce. Sotto questo aspetto il suo approccio si contrappone al relativismo culturale; la ricerca delle invarianze è una ricerca dell'assoluto in un mondo estremamente variabile. Notevole il suo approccio logico, nel canone della filosofia analitica anglosassone. Lapidari sono alcuni suoi commenti sui filosofi della scienza più noti.

## Opere
- Robert Nozick, Anarchia, stato e utopia, traduzione di Elena Bona e Gaspare Bona, Firenze, Le Monnier, 1981  [1974].
- Robert Nozick, Spiegazioni filosofiche, Milano, il Saggiatore, 1987  [1981].
- Robert Nozick, La vita pensata, traduzione di Giulia Boringhieri, Milano, Mondadori Libri, 1990  [1989].
- Robert Nozick, La natura della razionalità, traduzione di Rodolfo Rini, Milano, Giangiacomo Feltrinelli Editore, 1995  [1993].
- Robert Nozick, Puzzle socratici, traduzione di Davide Zoletto, Milano, Raffaello Cortina Editore, 1999  [1997].
- Robert Nozick, Invarianze, traduzione di Gianfranco Pellegrino, Roma, Fazi editore, 2003  [2001].